# HD 201507
HD 201507 är en ensam stjärna belägen i den södra delen av stjärnbilden Lilla hästen. Den har en skenbar magnitud av ca 6,43 och är mycket svagt synlig för blotta ögat där ljusföroreningar ej förekommer. Baserat på parallax enligt Gaia Data Release 2 på ca 15,3 mas, beräknas den befinna sig på ett avstånd på ca 214 ljusår (ca 66 parsek) från solen. Den rör sig närmare solen med en heliocentrisk radialhastighet på ca -44 km/s.

## Egenskaper
HD 201507 är en gul till vit stjärna i huvudserien av spektralklass F2 V och är en metallrik stjärna med ca 26 procent mera av element tyngre än helium än solen. Den har en massa som är ca 1,4 solmassor, en radie som är ca 2,2 solradier och har ca 9 gånger solens utstrålning av energi från dess fotosfär vid en effektiv temperatur av ca 6 700 K.